# ミステリアス・ウェイズ
「ミステリアス・ウェイズ」（Mysterious Ways）は、U2が1991年に発表した楽曲。アルバム『アクトン・ベイビー』（1991年）からの第2弾シングルとしてカットされた。アメリカではBillboard Hot 100で9位に達し、バンドにとって4作目の全米トップ10入りシングルとなった。

## 解説
「Night and Day」のセッションのときに作ったアダムのベースラインを元に、ボノ、エッジ、アダムがドラムマシーンを使ってジャムセッションをして作った「Sick Puppy」というデモが元になっている。が、メロディ作りが難航し、１度などボノとラノワが曲作りを巡って2時間に渡り喧々諤々の議論を交わすようなこともあり、喧嘩になりやしないかジョー・オハーリーが心配するほどだった。が、この曲に取りかかっているうちにやがて「One」が生まれレコーディングが順調に進むようになり、エッジがパンチの効いたギターコードを乗せると、この曲も一気に前進、最後はラリーがドラムマシーンと生のドラムの違いを見せつけるグルーブの効いたドラムを叩き出して完成した。この曲と「One」の2曲がダブリンに移る前にベルリンのハンザスタジオで完成した曲だが、レコーディングが終わるまでギターのオーバーダブが繰り返された。
歌詞は、当初、アルバムのタイトルになる予定だった『Fear of Women』に合わせた、ロマンスを欠いた男性についてのものだが、逆説的に（男性を語ることによって）女性についての曲にもなっている。
エッジの主張により、歌詞は「Johnny, take a walk with your sister in the moon / Let her pale light in to fill up the room」という童謡風の韻を踏んだものになり、これまたエッジの「これまで使ったことがない」という意見により、「It's all right / It's all right / It's all right」という歌詞も付け加えられた。
ボノはこの曲を「U2史上もっともファンキーな曲で、を「Sly & The Family Stonesがマッドチェスターに出会ったようだ」と評している。
シングルが3種類リリースされ、B面にはSolar Plexus extended club mix、Apollo 440 Magic Hour remix、Tabla Motown remix、Solar Plexus club mix、Perfecto mix、Ultimatum mixと様々なリミックスが収録され、特にポール・オーケンフォールドが手がけたPerfecto mixはクラブシーンで人気を博した。

## 収録曲

### 7インチ・シングル、カセット・シングル、8cmCDシングル
1. "Mysterious Ways" - 4:04
2. "Mysterious Ways (Solar Plexus Magic Hour remix)" - 8:14
  - リミックスはアポロ440、ハワード・グレイ、スティーヴ・リリーホワイト、トレヴァー・グレイによる[14]。

### 12インチ・シングル、12cmCDシングル
1. "Mysterious Ways" - 4:04
2. "Mysterious Ways (Solar Plexus extended club mix)" - 7:00
  - リミックスはハワード・グレイ、スティーヴ・リリーホワイト、トレヴァー・グレイによる[15]。
3. "Mysterious Ways (Apollo 440 Magic Hour remix)" - 4:25
  - リミックスはアポロ440による[15]。
4. "Mysterious Ways (Tabla Motown remix)" - 4:27
  - リミックスはアポロ440による[15]。
5. "Mysterious Ways (Solar Plexus club mix)" - 4:09
  - リミックスはハワード・グレイ、スティーヴ・リリーホワイト、トレヴァー・グレイによる[15]。

下記2曲は、オーストラリア盤2枚組12cmCDのボーナス・ディスクに収録。
1. "Mysterious Ways (Ultimatum mix)" - 5:00
  - リミックスはThe Stereo MC'sによる[16]。
2. "Mysterious Ways (the Perfecto mix)" - 7:06
  - リミックスはPerfectoのポール・オーケンフォールドとスティーヴ・オズボーンによる[16]。

## PV
- 監督：ステファン･セドゥナウィ
- プロデューサー：フィリップ・デュピス・メンデル
- 編集：ヴェロニカ・レバラ
- ロケ地：ターナーズ・クォーター（フェズ、モロッコ）
- 撮影日：1991年10月
- リリース日：1991年11月20日

ベリーダンサーを演じているのはモーリー・スタインバーグ（エッジの妻）ではない。

## ライブ
Zoo TVツアーではイントロにボノがファルセットで歌う新たな歌詞とエッジのピアノが、アウトロにエッジのギターソロが加えられ、スタジオヴァージョンよりも長く演奏され、その際、ベリーダンサーがステージに登場して、ライブを大いに盛り上げた。このベリーダンサーは最初はクリスティーナ・ペトロだったが、後にモーリー・スタインバーグに交代した。Popmartツアーでも毎回演奏され、Elevationツアーでもほとんどのライブで演奏された。DVD「U2 Go Home: Live from Slane Castle, Ireland」に収録されているこの曲では、ボノの娘イブ・ヒューソンがステージでダンスを披露している。Vertigoツアーと360度ツアーでは演奏回数が激減し、イントロもアウトロも削られたが、360度ツアーの最後のほうで復活、ボノは客をステージに上げて、一緒に踊った。

## リミックス
- Solar Plexus Magic Hour Remix （1992）

by  Howard Gray, Steve Lillywhite, Trevor Gray
(Mysterious Ways, Achtung Baby 20th Anniversary Edition 収録)
- The Prefecto Mix (1992)

by  Paul Oakenfold, Steve Osborne 
(Mysterious Ways, Melon: Remixes for Propaganda, Achtung Baby 20th Anniversary Edition 収録)
- Ultimatum Mix (1992)

by The Stereo MCs aka Ultimatum
( Mysterious Ways, Achtung Baby 20th Anniversary Edition 収録)
- Apollo 440 Magic Hour Remix (1992)

by Apollo 440 
( Apollo 440 収録)
- Solar Plexus Extended Club Mix (1992)

by Howard Gray, Steve Lillywhite, Trevor Gray 
(Mysterious Ways, Achtung Baby 20th Anniversary Edition 収録)
- Tabla Motown Remix (1992)

by Apollo 440 
(Mysterious Ways, Achtung Baby 20th Anniversary Edition 収録)
- Solar Plexus Club Mix (1992)

by Howard Gray, Steve Lillywhite, Trevor Gray 
(Mysterious Ways 収録)
- Massive Attack Remix (1995)

by Massive Attack 
(Melon: Remixes for Propaganda 収録)

## カヴァー
- KMFDM - オムニバス・アルバム『Shut Up Kitty: A Cyber-Based Covers Compilation』（1993年）に提供。バンド名義のコンピレーション・アルバム『Agogo』（1998年）にも収録された[18]。
- トビーマック - オムニバス・アルバム『In the Name of Love: Artists United for Africa』（2004年）に提供[19]。

## 評価
- 1991年ヴィレッジ・ボイスPazz＆Jopシングルリスト第25位[20]
- 1992年ビルボード・ミュージック・アワード・ナンバー1トラック・アーチスト賞